# Iridopelma
Iridopelma is een geslacht van spinnen uit de familie vogelspinnen (Theraphosidae).

## Soorten
De volgende soorten zijn bij het geslacht ingedeeld:
- Iridopelma hirsutum Pocock, 1901
- Iridopelma seladonium (C. L. Koch, 1841)
- Iridopelma zorodes (Mello-Leitão, 1926)